# Pascale Arbillot

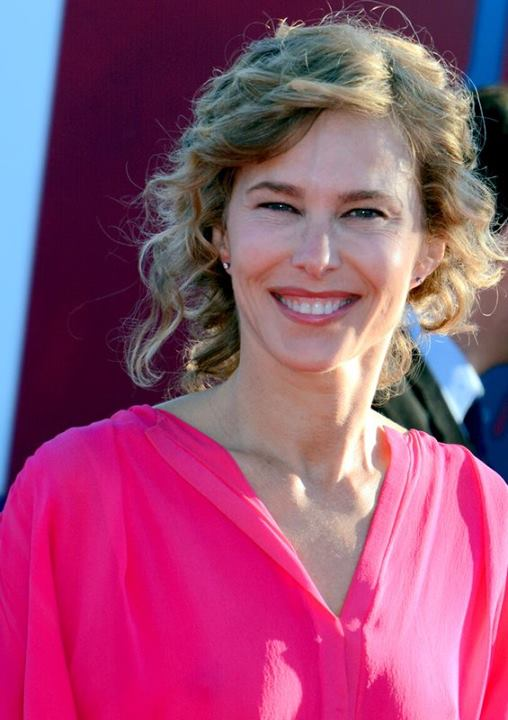
Pascale Arbillot (2013)

Pascale Arbillot (* 17. April 1970 in Paris) ist eine französische Schauspielerin.

## Leben
Nach ihrem Studium der Politikwissenschaften entschied sich Arbillot Schauspielerin zu werden und spielte Theater. Sie gab ihr Schauspieldebüt in dem 1994 ausgestrahlten und von Miguel Courtois inszenierten Film Der Fall Troppmann an der Seite von Julien Guiomar, Alain Beigel und Jean-François Garreaud. Sie war mit dem Schauspieler, Drehbuchautor und Regisseur Artus de Penguern (1957–2013) bis zu dessen Tod verheiratet. In dem Film Grégoire Moulin gegen den Rest der Welt hatte sie neben ihm die weibliche Hauptrolle inne, wobei er auch an dem Drehbuch mitschrieb und Regie führte.

## Filmografie (Auswahl)
- 1994: Der Fall Troppmann (Le cri coupé, Fernsehfilm)
- 1995: Nestor Burmas Abenteuer in Paris (Nestor Burma, Fernsehserie, 1 Folge)
- 1995: Julie Lescaut (Fernsehserie, 2 Folgen)
- 1997: Kommissar Navarro (Commissaire Navarro, Fernsehserie, 1 Folge)
- 1998–2003: Crimes en série (Fernsehserie, 10 Folgen)
- 1999: Codename Clown (Le sourire du clown)
- 2000: L'extraterrestre
- 2001: Grégoire Moulin gegen den Rest der Welt (Grégoire Moulin contre l’humanité)
- 2002: Plus haut
- 2002: Vu à la télé (Fernsehfilm)
- 2003: La maîtresse du corroyeur (Fernsehfilm)
- 2003: Mata Hari – Die wahre Geschichte (Mata Hari, la vraie histoire, Fernsehfilm)
- 2003: Une amie en or (Fernsehfilm)
- 2003: Mon voisin du dessus (Fernsehfilm)
- 2004: Clara et moi
- 2004: Nur adoptiert (La tresse d’Aminata, Fernsehfilm)
- 2004: Caution personnelle (Fernsehfilm)
- 2004: Les robinsonnes (Fernsehfilm)
- 2005: Edy
- 2005–2008: Merci, les enfants vont bien! (Fernsehserie, 12 Folgen)
- 2006: Hell
- 2006: Tödliche Diamanten (Un printemps à Paris)
- 2006: Mer belle à agitée
- 2007: Un lever de rideau et autres histoires
- 2008: Erzähl mir was vom Regen (Parlez-moi de la pluie)
- 2008: Notre univers impitoyable
- 2009: Divorces!
- 2009: Coco
- 2010: Les meilleurs amis du monde
- 2010: Kleine wahre Lügen (Les petits mouchoirs)
- 2010: Julies Geheimnis (Un soupçon d’innocence, Fernsehfilm)
- 2010: Small World (Je n’ai rien oublié)
- 2011: Die Kunst zu lieben (L’art d’aimer)
- 2011: All unsere Wünsche (Toutes nos envies)
- 2011: Une pure affaire
- 2012: Um Bank und Kragen (Bankable, Fernsehfilm)
- 2012: Les pirogues des hautes terres (Fernsehfilm)
- 2013: Des frères et des sœurs (Fernsehfilm)
- 2014: La Vie à l’envers (Fernsehfilm)
- 2014: Gemma Bovery – Ein Sommer mit Flaubert (Gemma Bovery)
- 2014: Papa Was Not a Rolling Stone
- 2014: Résistance (Miniserie, 3 Folgen)
- 2015: Pension complète
- 2015: Marjorie (Fernsehserie, 1 Folge)
- 2016: Juillet août (Fernsehserie, 1 Folge)
- 2016: Accusé
- 2017: Nicht ohne meine Eltern (Momo)
- 2017: Maryline
- 2017: Madame Aurora und der Duft von Frühling (Aurore)
- 2018: La fête des mères
- 2018: Genius (Fernsehserie, 1 Folge)
- 2018: Guy
- 2018: Pauvre Georges!
- 2019: J’irai où tu iras
- 2019: Nous finirons ensemble
- 2019: Der Hund bleibt (Mon chien Stupide)
- 2019: Das Beste kommt noch (Le meilleur reste à venir)
- 2020: Miss Beautiful (Miss)
- 2020: Balle perdue
- 2020: Mon cousin
- 2020: Les apparences
- 2021: Capitaine Marleau (Fernsehserie, 1 Folge)
- 2021: Les particules élémentaires (Fernsehfilm)
- 2021: Haute Couture – Die Schönheit der Geste (Haute couture)
- 2021: Présidents
- 2021: Le chemin du bonheur
- 2022: Akropolis Bonjour – Monsieur Thierry macht Urlaub (On sourit pour la photo)
- 2022: Murder Party
- 2022: The French Boys 4
- 2022: Irréductible
- 2022: Standing Up (Drôle, Fernsehserie, 5 Folgen)
- 2022: Maestro(s)
- 2022: Mon héroïne
- 2022: L’enfant du paradis
- 2022: Annie Colère
- 2022: Verirrte Kugel 2 (Balle perdue 2)
- 2023: En attendant que mes larmes viennent (Kurzfilm)
- 2023: Vivants
- 2025: Verirrte Kugel 3 (Balle perdue 3)